# Isla Pourewa
La isla Pourewa (en inglés: Pourewa Island) se localiza en la bahía de Tolaga, cerca de la costa de la ensenada de Cook, en Nueva Zelanda.
Anteriormente era conocida como la isla Spöring, nombrada así por el Teniente James Cook en honor del finlandés Herman Spöring, miembro de una comisión científica a bordo de HM Bark Endeavour, para conmemorar el primer finlandés que llegó a tierras de Nueva Zelanda, en 1769.